# Banque centrale de Mauritanie
Pour les articles homonymes, voir BCM.
La Banque centrale de Mauritanie (BCM ; en arabe : البنك المركزي الموريتاني) créée en 1973 est située à Nouakchott. Son nom complet est « Banque Centrale de la République Islamique de Mauritanie ». Son gouverneur actuel est Mohamed Lemine Ould Dhehby.

## Histoire
La Banque centrale de Mauritanie a été créée le 30 mai 1973 par la loi no 73-118 du 30 mai 1973.
En 2013, la Banque centrale de Mauritanie célèbre le quarantième anniversaire de la monnaie nationale, l'ouguiya, en présence du chef de l'État Mohamed Ould Abdel Aziz, du Premier ministre et les hauts officiers de l'armée.
En 2015, Sid’Ahmed Ould Raiss quitte son poste de gouverneur de la BCM. Il est remplacé par Abdel Aziz Ould Dahi.
En 2017, la BCM annonce l'émission d'un nouveau instrument financier qui s'aligne avec la Charia Islamique.
En janvier 2020, après la fin du mandat de Abdel Aziz Ould Dahi, Cheikh El Kebir Ould Moulay Taher est nommé Gouverneur pour une durée de 6 ans.

## Gouverneur

### Mission
Le Gouverneur doit :
- assumer la direction et l'administration courante des affaires de la Banque ;
- appliquer les lois et règlements relatifs à la Banque ainsi que les délibérations des Conseils ;
- convoquer et présider les réunions des Conseils et en arrêter les ordres du jour ;
- exécuter les politiques générales de la Banque, telles que définies par le Conseil Général ;
- représenter la Banque vis-à-vis des tiers et il signe seul, au nom de la Banque, tous traités et conventions ;
- intenter, poursuivre et diligenter les actions judiciaires ;
- prendre toutes mesures d'exécution et toutes mesures conservatoires qu'il juge utiles ;
- établir les comptes annuels de la Banque ;
- définir l’organisation des services de la Banque et en déterminer les tâches ;
- recruter, nommer à leur poste, faire avancer en grade, révoquer et destituer les agents de la Banque, tant au siège social que dans les succursales ou représentations, dans les conditions prévues par le statut du personnel ;
- désigner les représentants de la Banque au sein d'autres institutions.

### Précédents gouverneurs
Liste des précédents gouverneurs :
- 1er juin 1973 - 29 mai 1978 : Ahmed Ould Daddah
- 30 mai 1973 - 19 juillet 1978 : Sid'Ahmed Ould Bneijara
- 20 juillet 1978 - 28 avril 1981 : Dieng Boubou Farba
- 29 avril 1981 - 2 juillet 1983 : Ahmed Ould Zein
- 3 juillet 1983 - 20 septembre 1987 : Dieng Boubou Farba
- 21 septembre 1987 - 10 avril 1988 : Mohamed Ould Nany
- 11 avril 1988 - 26 juin 1992 : Ahmed Ould Zein
- 27 juin 1992 - 7 juin 1993 : Moustapha Ould Abeiderrahmane
- 8 juin 1993 - 17 décembre 1997 : Mohamedou Ould Michel
- 18 décembre 1997 - 27 janvier 2001 : Mahfoudh Ould Mohamed Aly
- 28 janvier 2001 - 6 aout 2002 : Sid'El Moctar Ould Nagi
- 7 aout 2002 - 28 janvier 2003 : Yahya Ould Athighe
- 29 janvier 2003 - 31 mai 2003 : Ba Seydou Moussa
- 1er juin 2003 - 25 juillet 2004 : Ahmed Salem Ould Tebakh
- 26 juillet 2004 - 12 septembre 2006 : Zeine Ould Zeidane
- 13 septembre 2006 - 5 novembre 2008 : Kane Ousmane
- 6 novembre 2008 - 12 aout 2009 : Sidatty Benhameyda
- 13 aout 2009 - 14 juin 2015 : Sid’Ahmed Ould Raiss[11]
- 9 janvier 2015 - 21 janvier 2020 : Abdel Aziz Ould Dahi[12]
- 21 janvier 2020 - 31 mars 2022 : Cheikh El Kebir Ould Moulay Taher [8]
- Depuis le 31 mars 2022 : Mohamed Lemine Ould Dhehby.